# Außenpolitikforschung
Außenpolitikforschung (engl. Foreign Policy Analysis), genauer theoriegeleitete Außenpolitikforschung, ist in den 1950er Jahren als Teildisziplin der Internationalen Beziehungen entstanden. Sie ist darauf ausgerichtet, die Außenpolitik einzelner Staaten und zuweilen auch anderer völkerrechtlich anerkannter Akteure (wie internationale Organisationen) zu analysieren.
Zur Gründergeneration der Außenpolitikforschung bis in die 1970er Jahre werden Richard C. Snyder, Henry W. Bruck und Burton Sapin gezählt. Sie untersuchten außenpolitische Entscheidungsprozesse kollektiver Akteure, wie Regierungen oder Regierungsausschüsse. Damit öffneten sie die vormalige black box Staat und erfassten innenpolitische Einflüsse auf außenpolitische Entscheidungen. Außerdem analysierten sie derartige Entscheidungen als Prozess, vorher wurde nur das Ergebnis zur Kenntnis genommen. Dazu kam in der Gründungsphase der Theoriestrang der vergleichenden Außenpolitikforschung (eng. Comparativ Foreign Policy Analysis) zu dem James N. Rosenau paradigmatische Arbeiten leistete.
Weil der Gegenstandsbereich der theoriegeleiteten Außenpolitikforschung an der Schnittstelle von Innenpolitik und internationaler Politik liegt, ist seit ihrer Gründungsphase umstritten, ob individuelle, innenpolitische oder internationale Einflüsse eine größere Bedeutung für die Erklärung staatlicher Außenpolitik haben. Aus dieser Grundfrage resultieren drei Forschungsrichtungen:
- Individuumsbezogene Ansätze, ähnlich dem Realismus in den Internationalen Beziehungen steht hier das Bedürfnis nach Machterwerb und Machtausbau im Mittelpunkt.
- Innerstaatliche und innergesellschaftliche Ansätze sehen die Außenpolitik als Ergebnis organisatorischer und prozeßhafter Routinen innerhalb von Regierungen, wobei unterschiedliche Interessenbereiche gegeneinander abgewogen werden.
- Systemische Ansätze gehen davon aus, dass die zentralen Erklärungsfaktoren staatlicher Außenpolitik auf der Ebene des Internationalen Systems liegen.